# Kreuzweg (Impfingen)
Der Kreuzweg in Impfingen, einem Stadtteil von Tauberbischofsheim im Main-Tauber-Kreis in Baden-Württemberg, beginnt am Friedhof in Impfingen, etwas unterhalb der Impfinger Friedhofskapelle und führt bergaufwärts am linken Wegesrand der Hohenstraße in Richtung des gleichnamigen Wohnplatzes Hohenstraße. Beim Impfinger Kreuzweg handelt es sich um die Sehenswürdigkeit Nr. 8 von 18 des Impfinger Bildstockwanderwegs (Kreuzweg mit Andachtskreuz). Die vierzehn Kreuzwegstationen wurden im Jahre 1884 gemeinsam mit einem anschließenden Abschlusskreuz errichtet. Es handelt sich um gusseiserne Stationen, die jeweils bemalt sind und ein hölzernes Abschlusskreuz aufweisen. Der genaue Urheber ist nicht bekannt. Die Kreuzwegstationen wurden von einer Firma aus dem Würzburger Raum gegossen, welche auch die gleichartigen Stationen des Schweinberger Kreuzweges sowie die Stationen des naheliegenden Kreuzweges zur Wallfahrtskapelle Liebfrauenbrunn bei Werbach gegossen hat. Der Impfinger Freilandkreuzweg steht unter Denkmalschutz.

## Kreuzwegstationen
Der Impfingerer Kreuzweg an der Hohenstraße umfasst 14 Kreuzwegstationen, welche die folgenden Inschriften aufweisen:

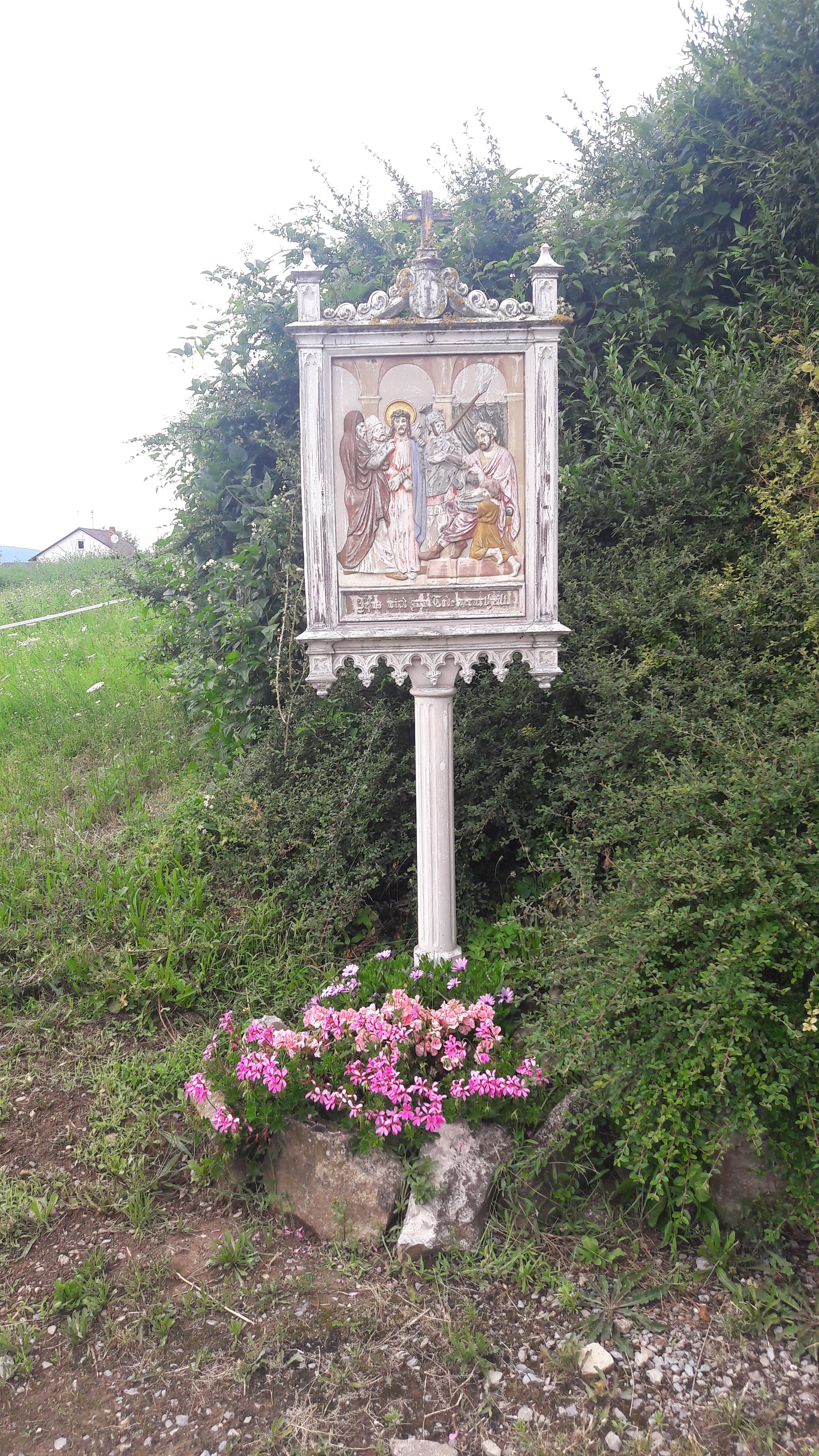
I. Jesus wird zum Tode verurteilt.
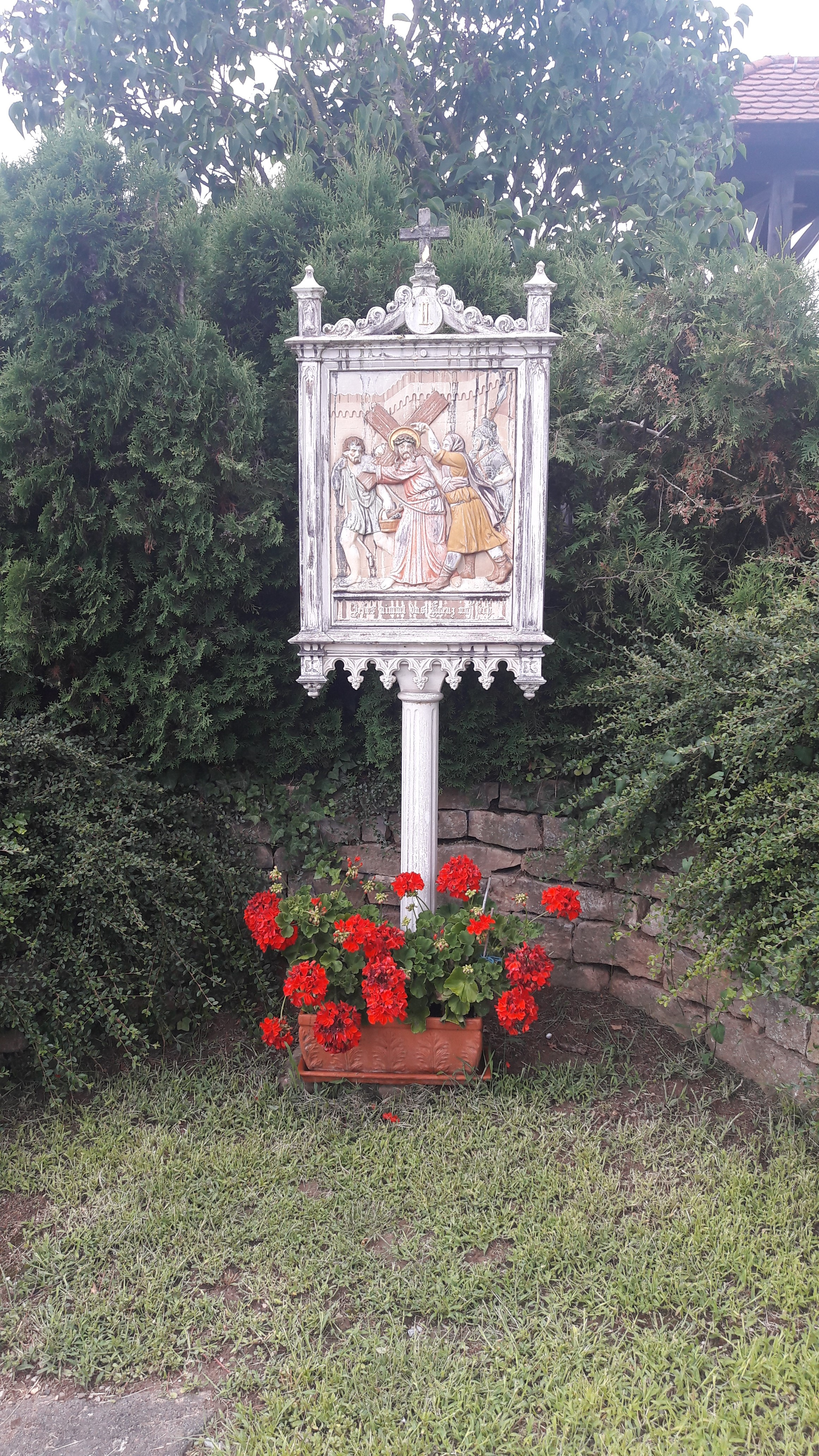
II. Jesus nimmt das Kreuz auf sich.
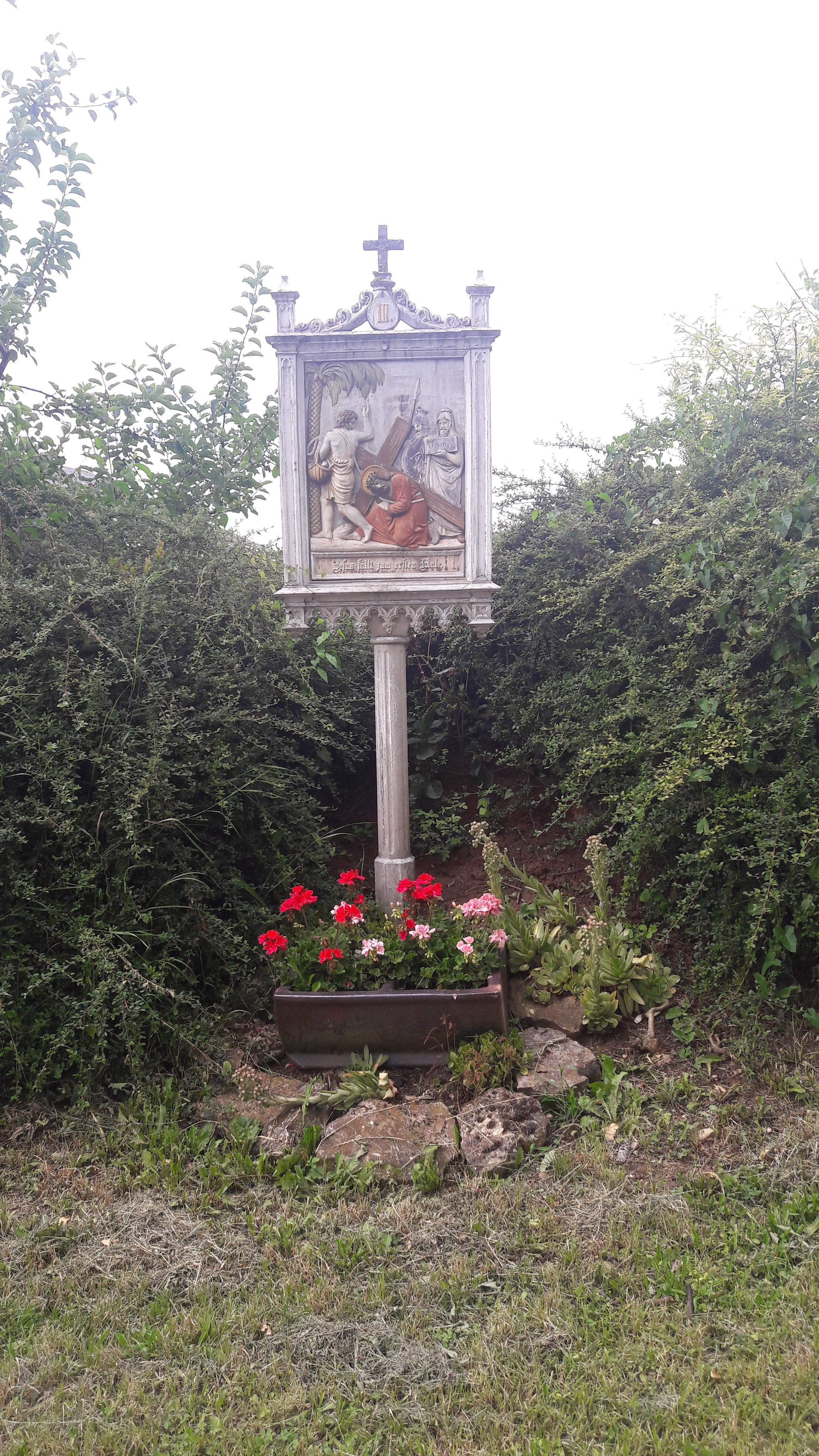
III. Jesus fällt zum ersten Male.
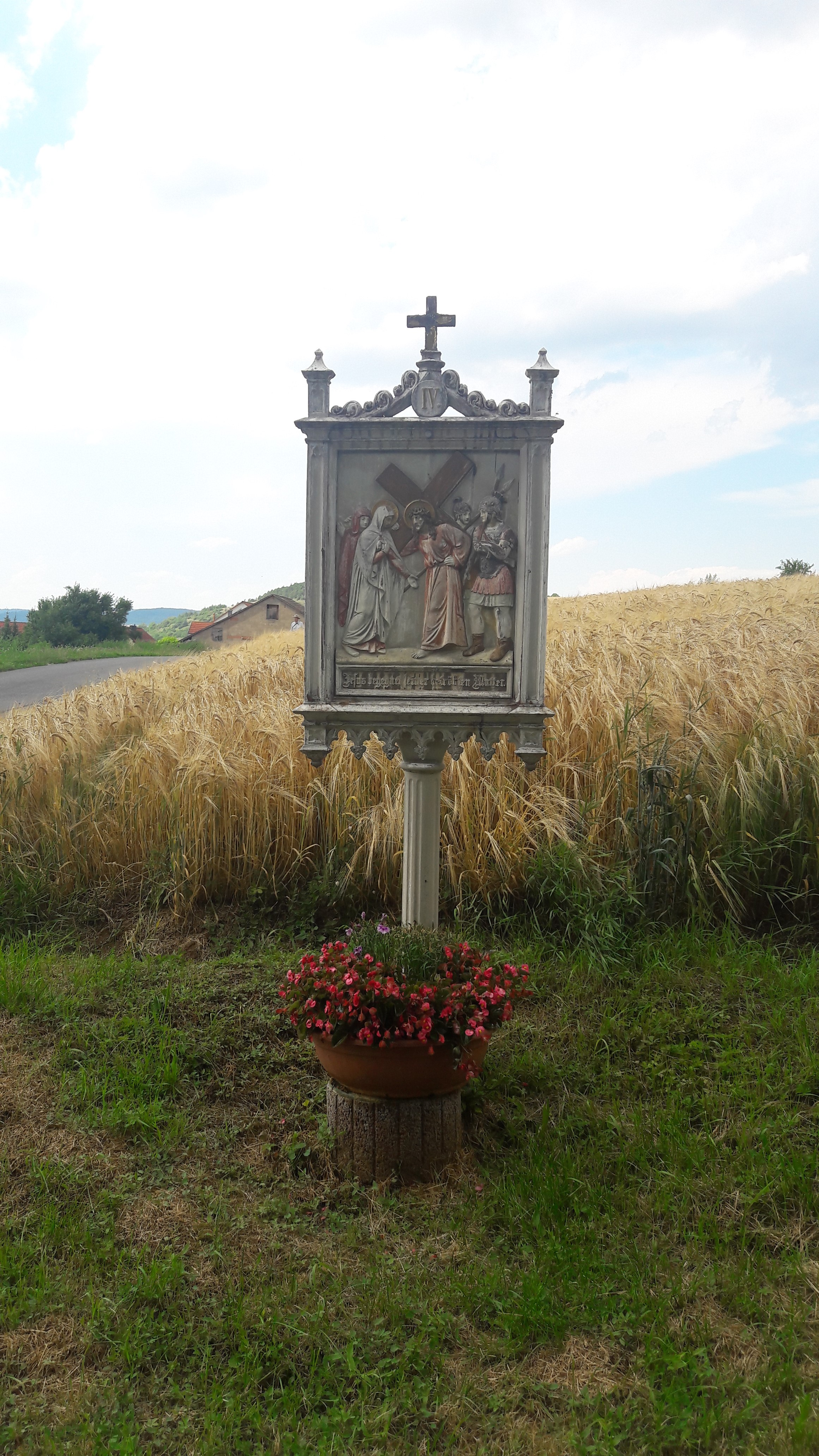
IV. Jesus begegnet seiner betrübten Mutter.
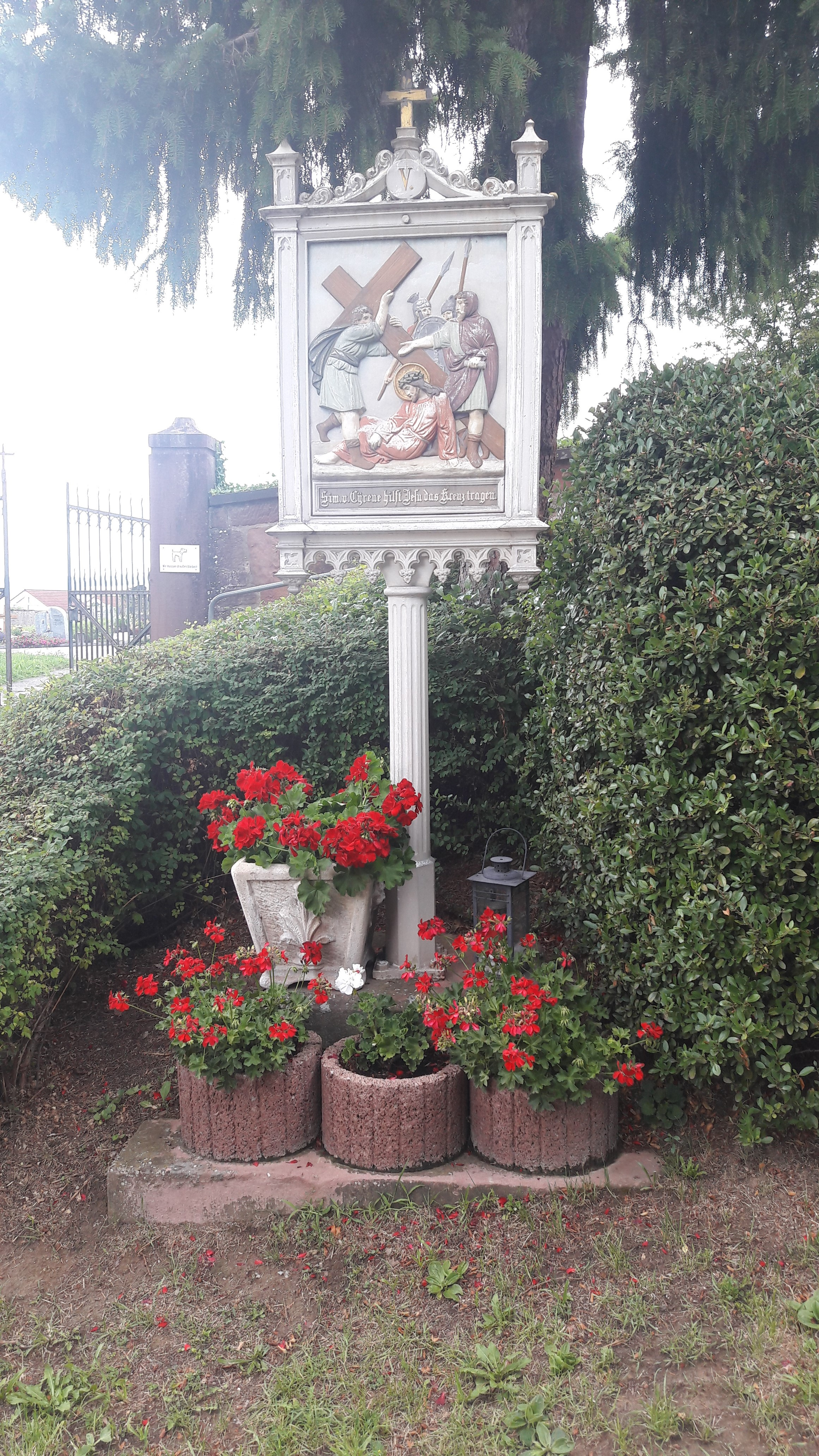
V. Simon von Cyrene hilft Jesu das Kreuz tragen.
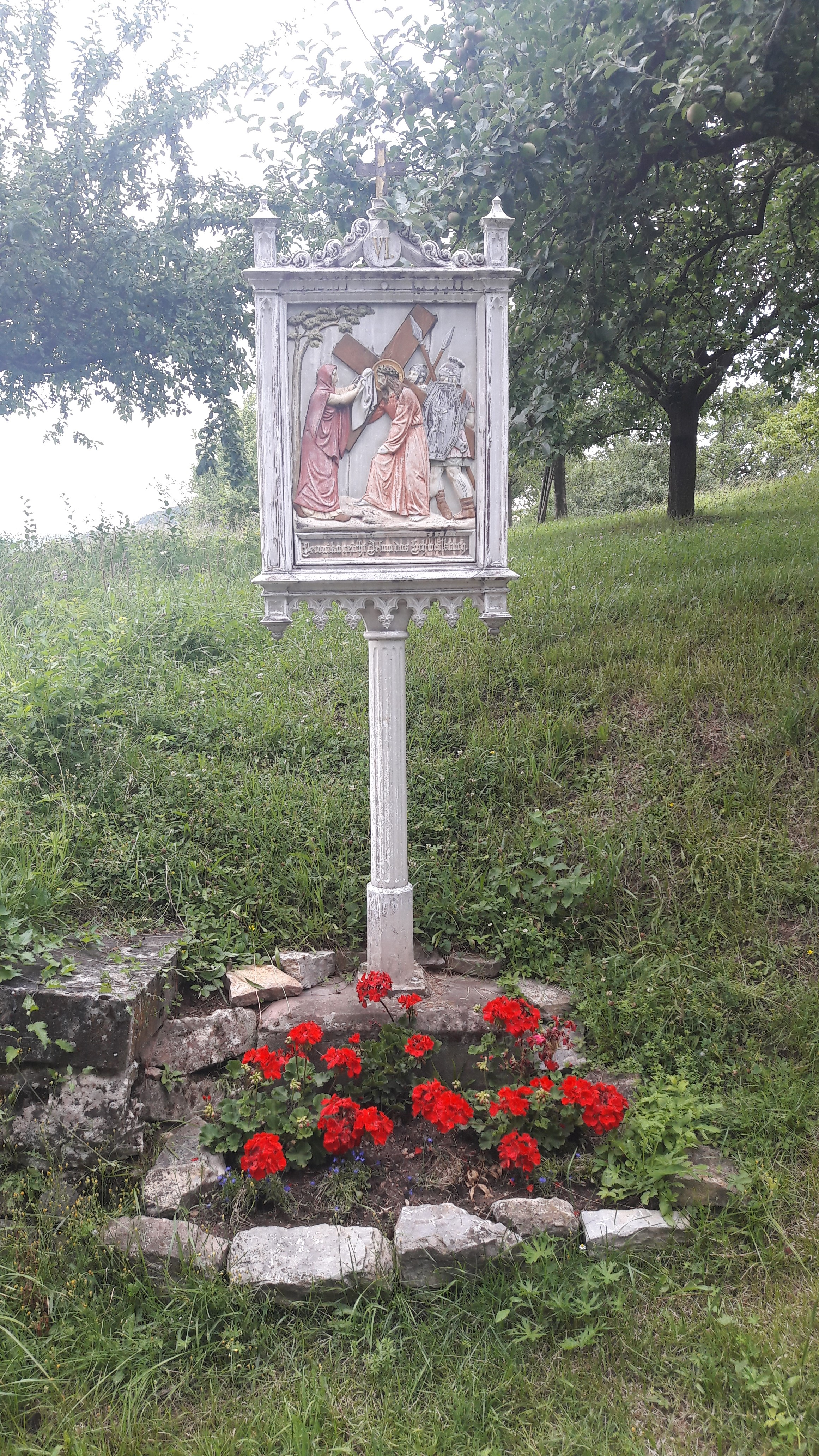
VI. Veronika reicht Jesus das Schweißtuch.
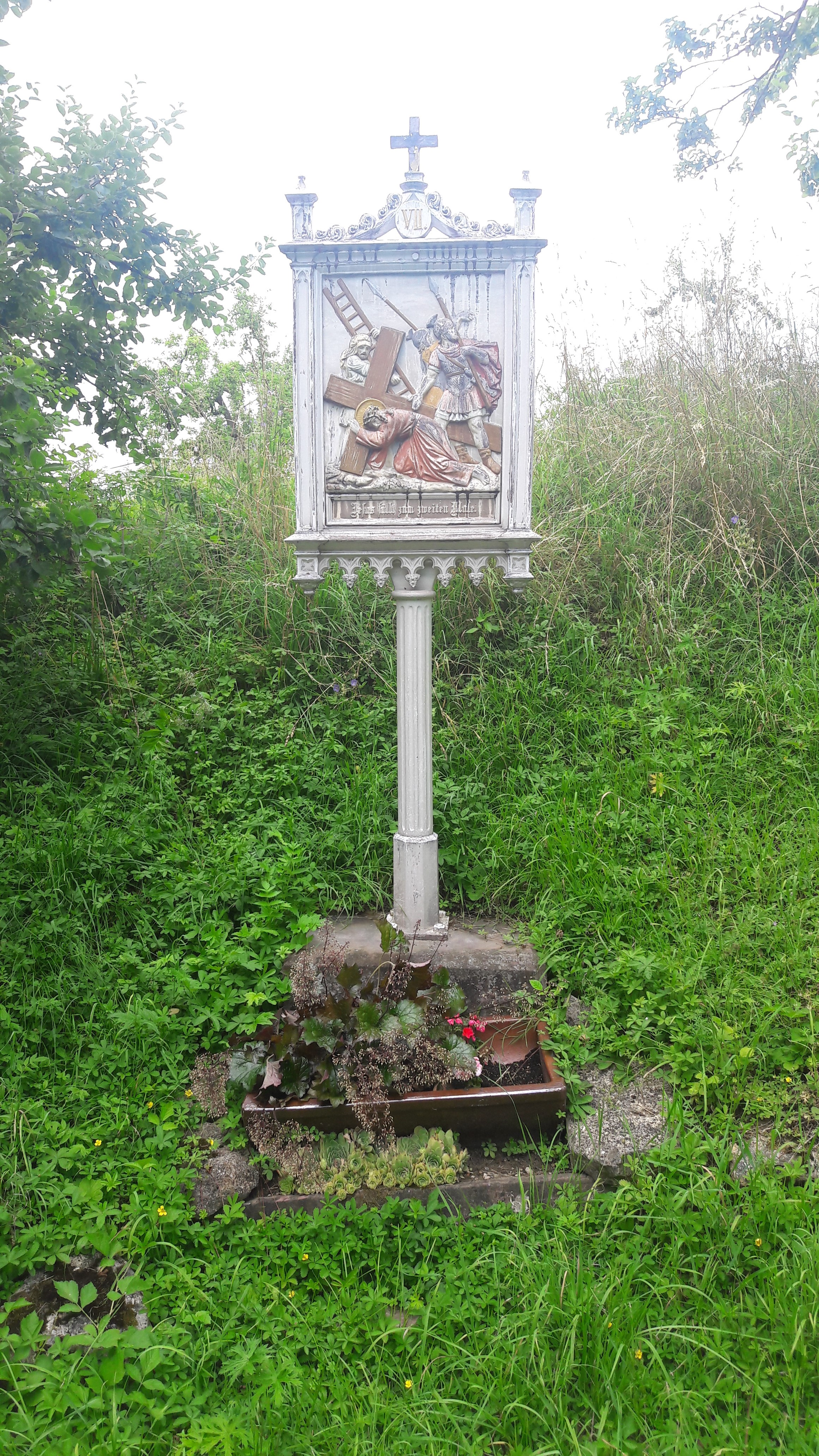
VII. Jesus fällt zum zweiten Male.
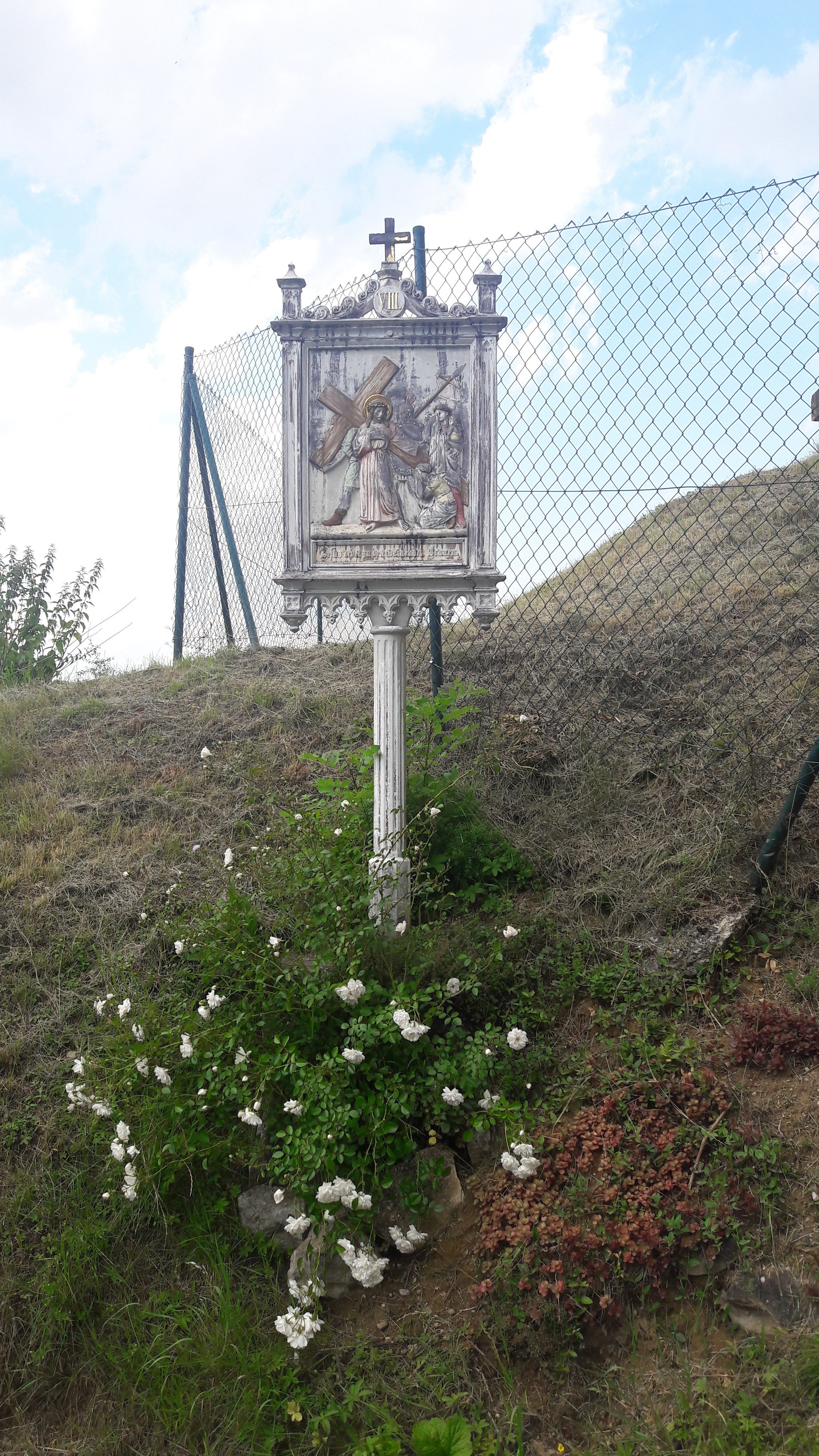
VIII. Jesus redet zu den weinenden Frauen.
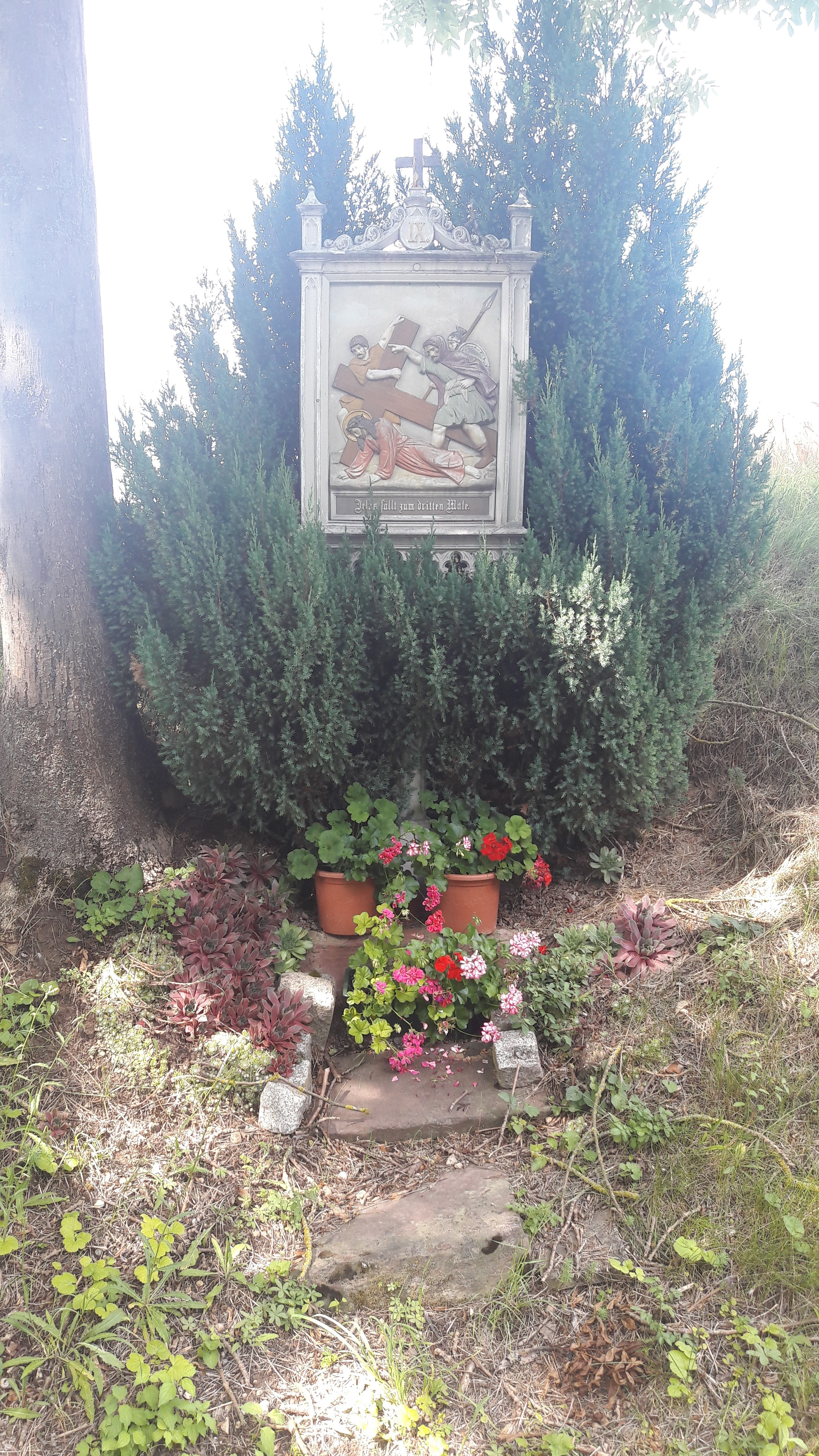
IX. Jesus fällt zum dritten Male.
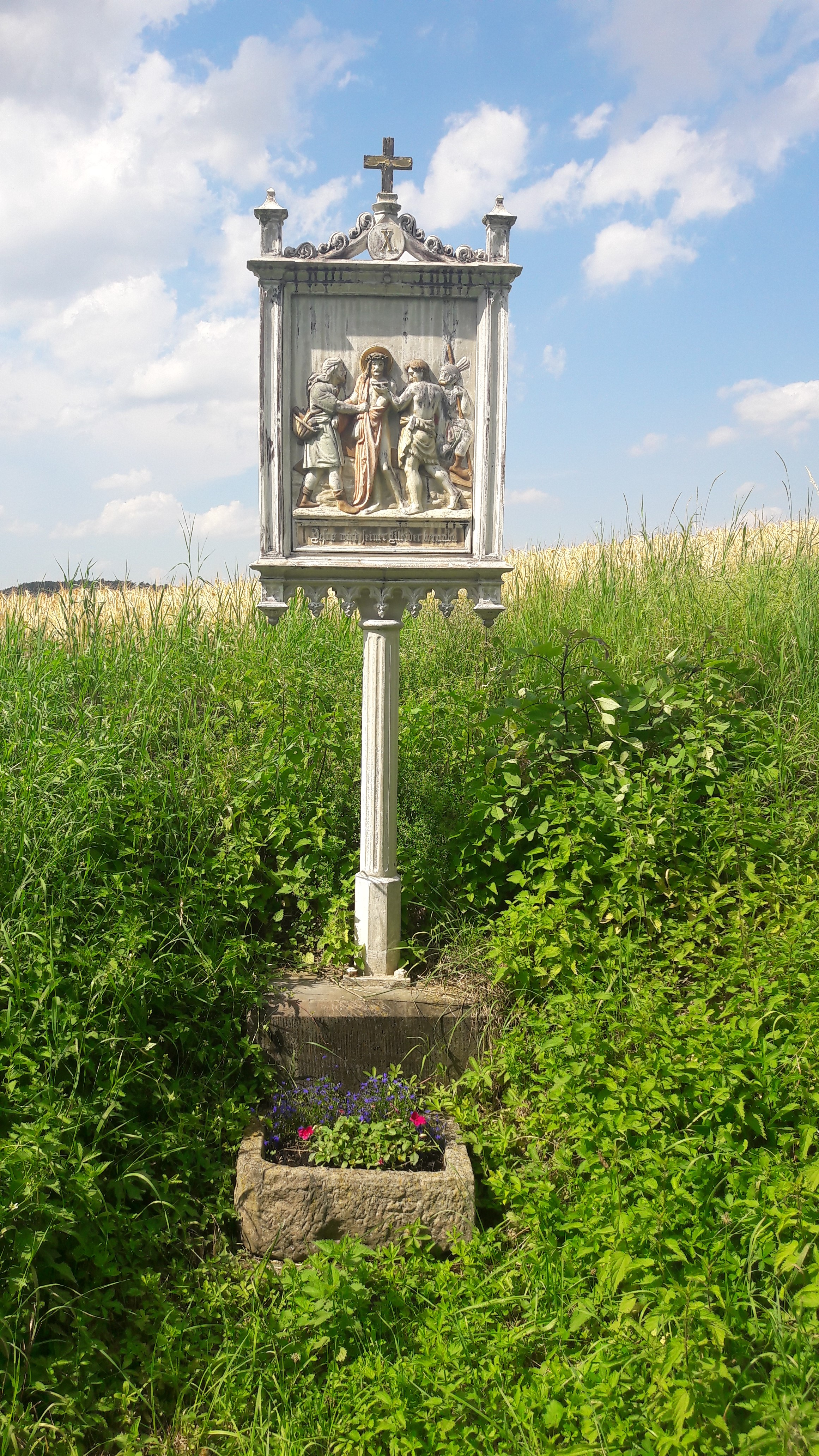
X. Jesus wird seiner Kleider beraubt.
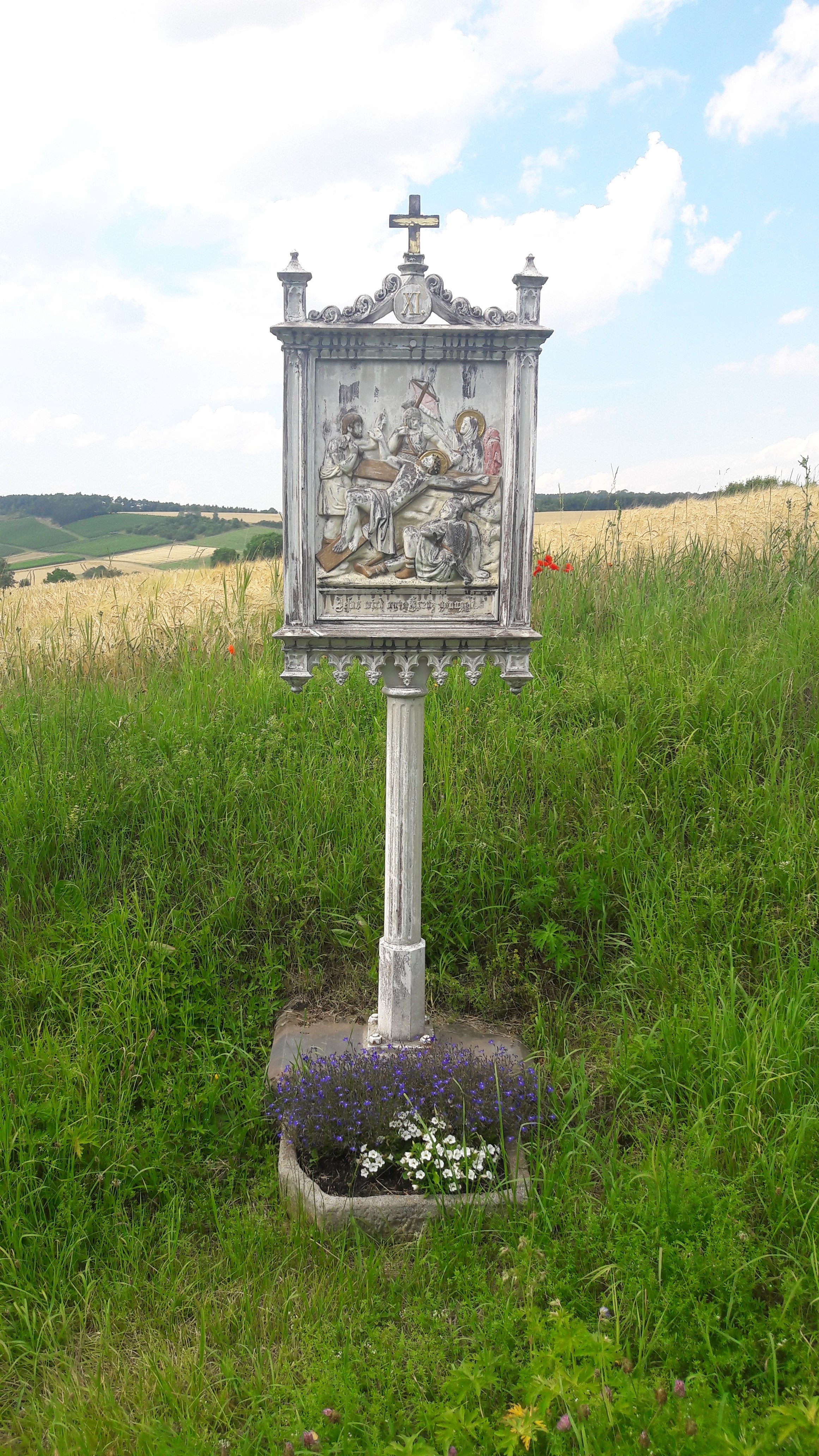
XI. Jesus wird ans Kreuz genagelt.
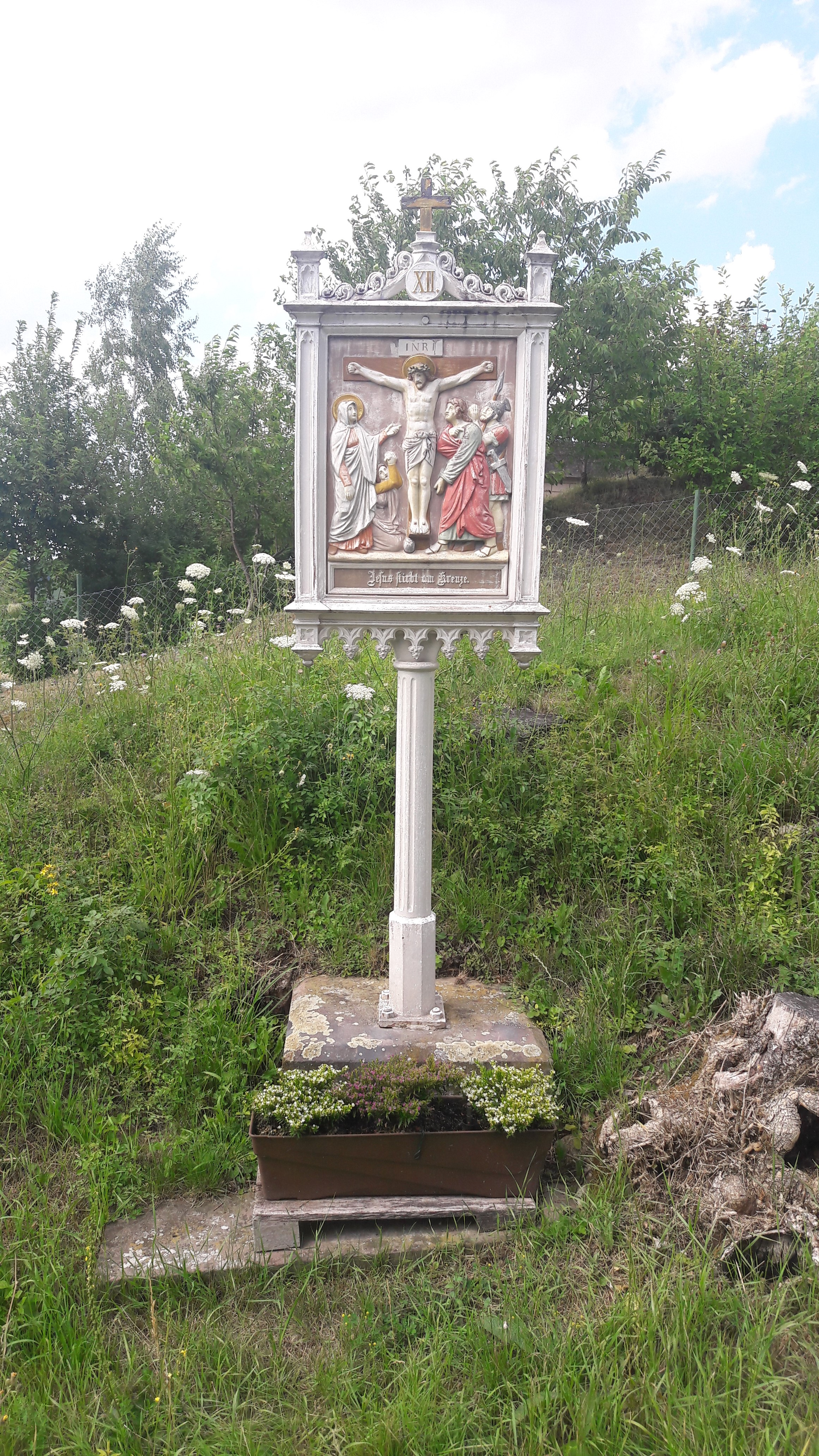
XII. Jesus stirbt am Kreuze.
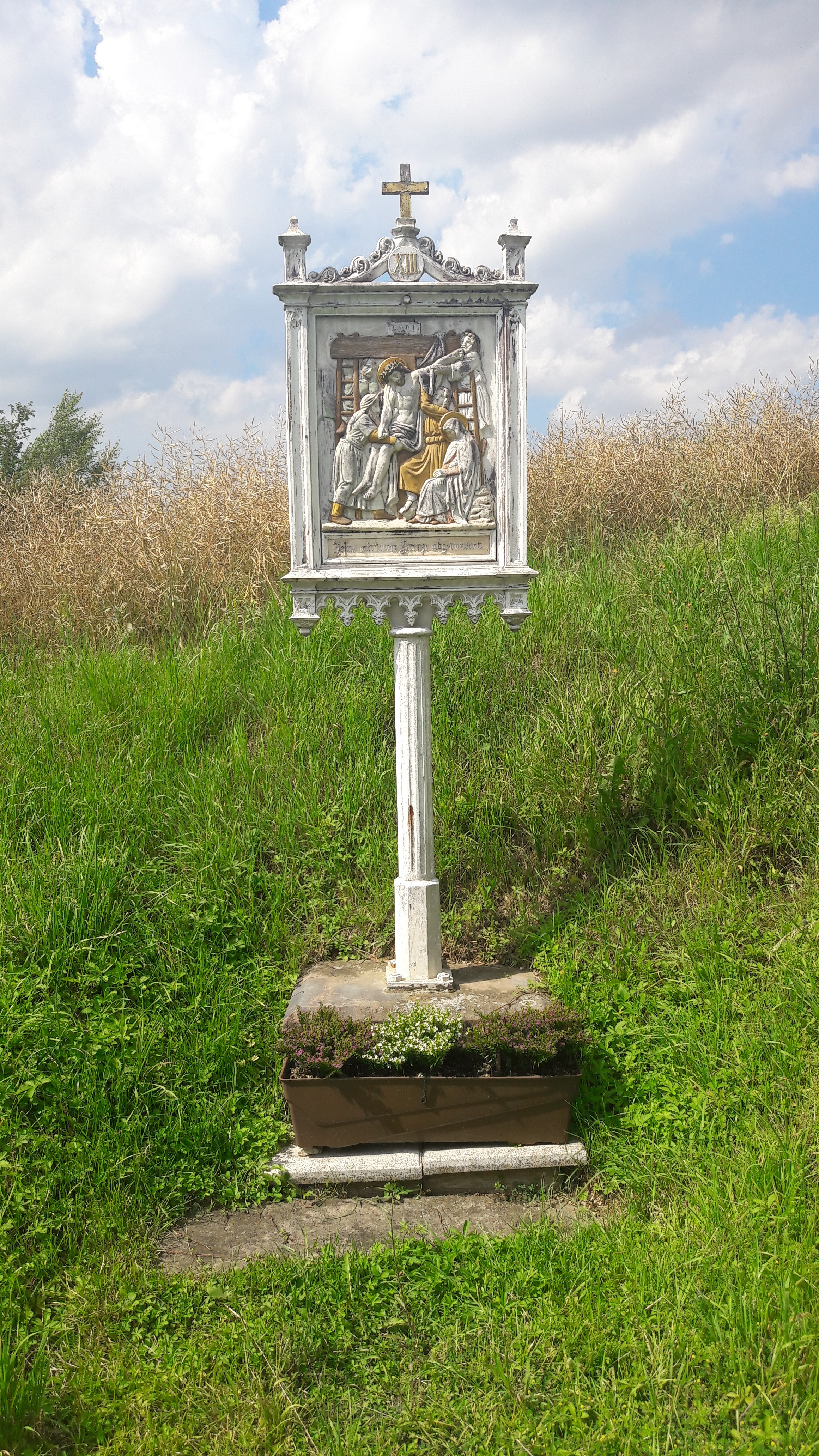
XIII. Jesus wird vom Kreuze abgenommen.
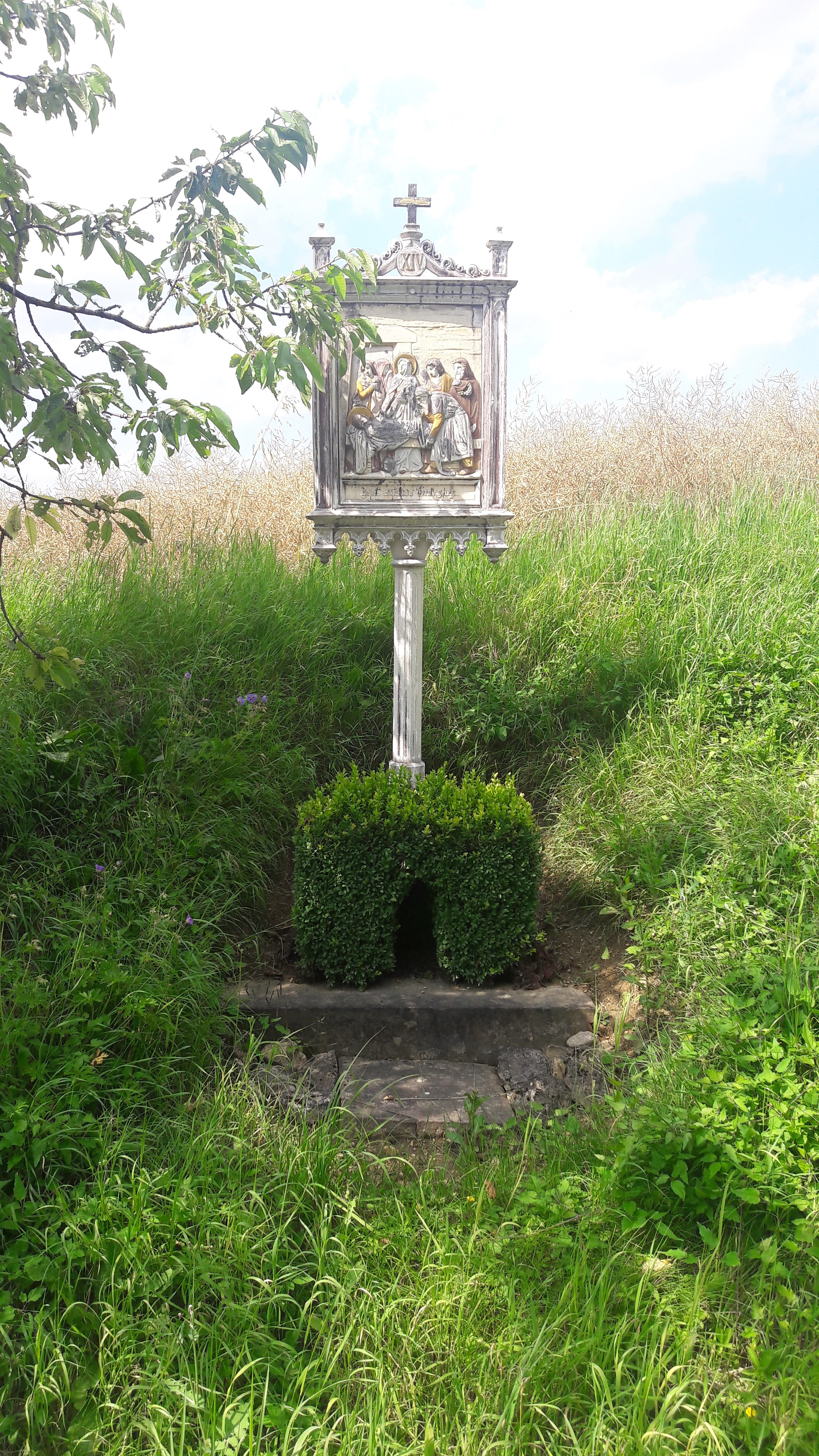
XIV. Jesus wird ins Grab gelegt.

Daneben stehen zwischen einzelnen Kreuzwegstationen weitere Kleindenkmale, beispielsweise:
- Zwischen der X. und XI. Station, oberhalb des alten Wasserhochbehälters: Ein Vierzehn-Nothelfer-Bildstock mit großer Reliefplatte. Das Relief zeigt die 14 Heiligen Nothelfer.[5] Er stammt aus dem Jahre 1799. Wahrscheinlich befand sich entlang der Straße ein alter Wallfahrtsweg zur Basilika Vierzehnheiligen bei Bad Staffelstein in Oberfranken.[6] Es handelt sich um die Sehenswürdigkeit Nr. 10 von 18 des Impfinger Bildstockwanderwegs.[7] Daneben befindet sich ein kleines Andachtskreuz mit einer Hinweistafel zur Erläuterung der 14 Nothelfer.
- Nach der XIV. Station: Ein Abschlusskreuz von 1884 (nach der letzten der vierzehn Kreuzwegstationen). Es handelt sich um die Sehenswürdigkeit Nr. 8 von 18 des Impfinger Bildstockwanderwegs (Kreuzweg mit Andachtskreuz).[2]

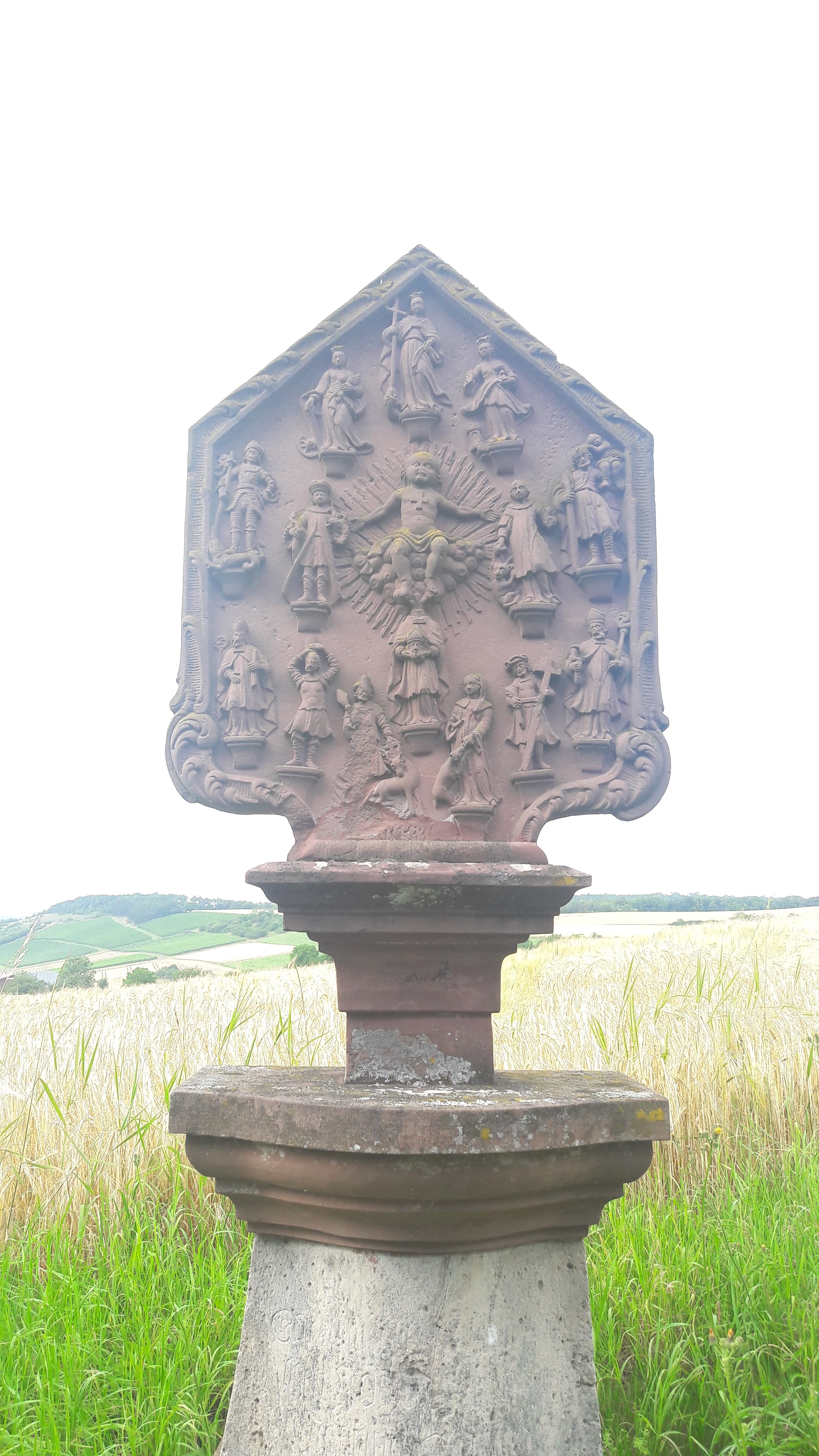
14-Nothelfer-Bildstock zwischen der X. und XI. Station
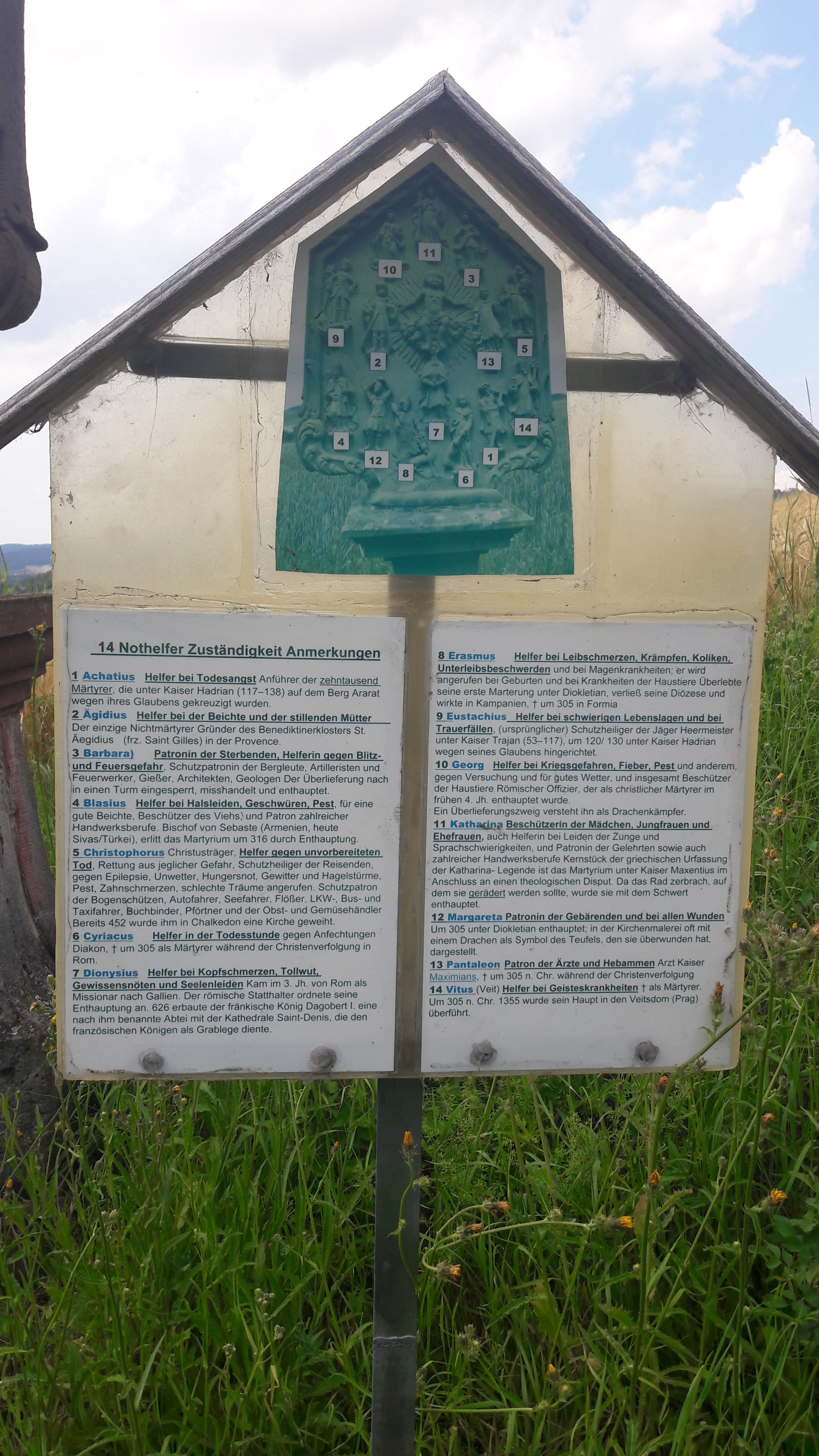
Andachtskreuz mit Hinweistafel zwischen der X. und XI. Station
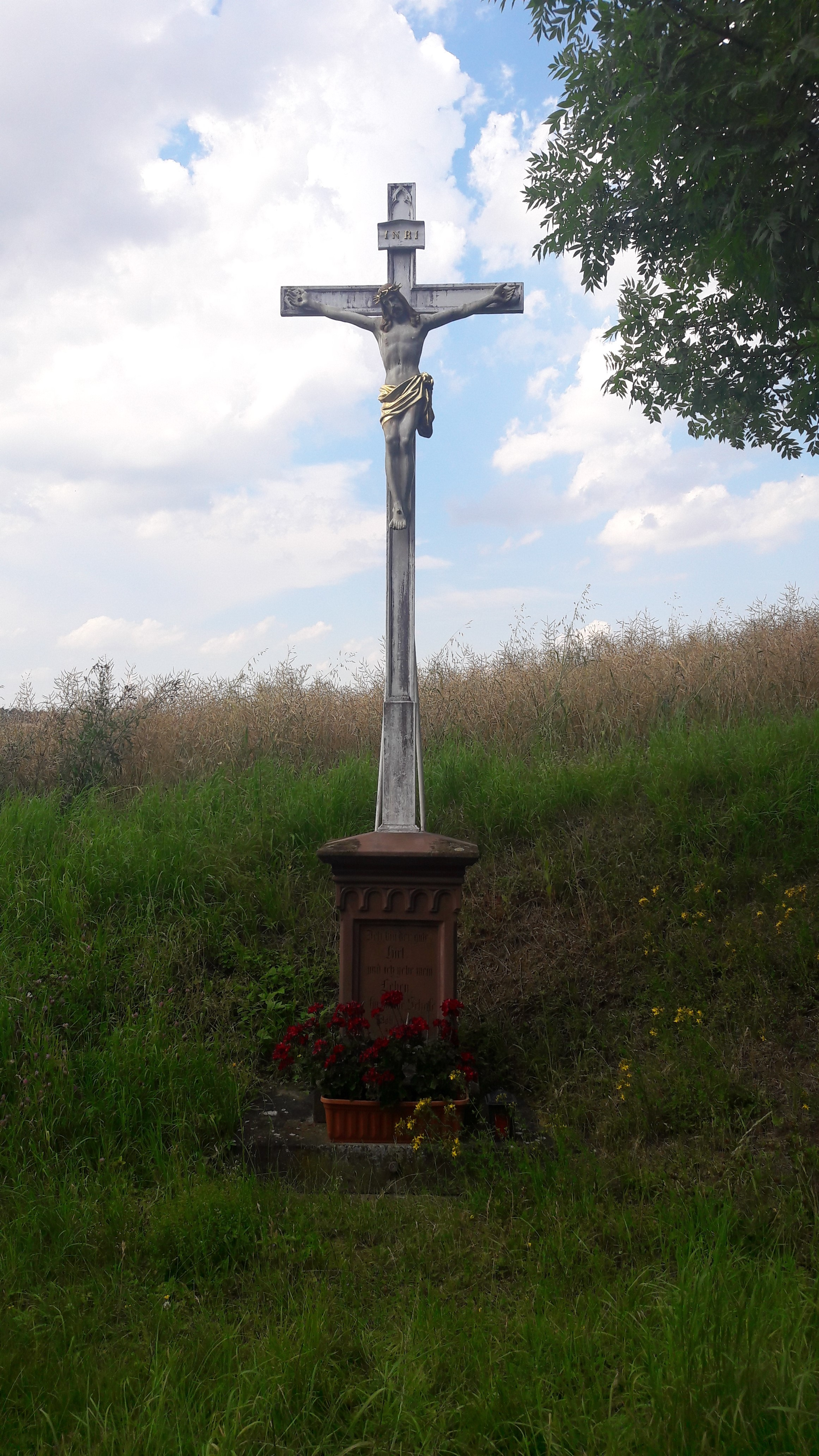
Abschlusskreuz nach der XIV. Station